# David Del Tredici
David Del Tredici (Cloverdale, California; 16 de marzo de 1937 - Manhattan, 18 de noviembre de 2023) fue un compositor de música clásica europea  estadounidense.

## Biografía
Después de hacer su debut al piano con la Orquesta Sinfónica de San Francisco a los 17, recibió un bachillerato en artes (B.A.) de la Universidad de California, Berkeley, y una Maestría en Bellas Artes (M.F.A.) en 1964 de la Universidad de Princeton, estudiando con los compositores Earl Kim, Seymour Shifrin y Roger Sessions.
Su obra juvenil tomó como inspiración Alicia en el país de las maravillas de Lewis Carroll, cubriendo una amplia variedad de estilos y formas musicales. Recibió el Premio Pulitzer en 1980 por "In Memory of a Summer Day", la primera parte de Child Alice. Entre los temas de sus obras posteriores están la literatura —notablemente, obras de la época victoriana, poetas contemporáneos, y las obras de James Joyce, Allen Ginsberg, Rumi, Federico García Lorca, Thom Gunn, Paul Monette, Colette Inez y Bram Stoker— sus propias historias personales y su homosexualidad. 
Mientras estudiaba la técnica serial, las obras de Del Tredici están enraizadas en la tonalidad; él es uno de los más firmes proponentes del neorromanticismo, con un deseo de revivir la tonalidad en la música contemporánea.
Además del Premio Pulitzer, también ha recibido un Guggenheim Fellowship y el Woodrow Wilson fellowship, un Brandeis Creative Arts Award, un Friedheim Award, subvenciones del National Endowment for the Arts, y ha sido elegido en 1984 miembro de la «American Academy and Institute of Arts and Letters». Sus obras son regularmente encargos de las orquestas más importantes de Estados Unidos y del extranjero.
Entre sus obras más notables están:
- Tattoo para orquesta (1986).
- Six Songs para voz y piano (texto de James Joyce) (1959).
- An Alice Symphony (1969).
- Final Alice, una ópera en forma de concierto para soprano, conjunto folclórico y orquesta (1976).
- Child Alice ("In Memory of a Summer Day", "Happy Voices", "In the Golden Afternoon", "Quaint Events") para soprano y orquesta (1980 - 81).
- The Spider and The Fly para soprano aguda, barítono y orquesta (1998).